# 국민부흥전선
국민부흥전선(루마니아어: Frontul Renașterii Naționale; FRN)은 루마니아에 있었던 정당이다.  1938년 국왕 카롤 2세가 친위쿠데타로 1923년 헌법을 정지하고 1938년 헌법을 통과시키면서, 유일합법정당으로서 이 당을 창당했다.
아르만드 컬리네스쿠・게오르게 아게샤누・콘스탄틴 아르게토이아누・게오르게 터터레스쿠・이온 지구르투 총리들이 이 당 소속이었다. 당의 성향은 코포라티즘과 반유대주의였다. 국민부흥전선은 국왕 카롤 2세의 의중에 거의 좌우되는 사당(私黨)이었고, 그래서 진퉁 파시스트인 철위대가 권력을 잡는 것을 막아선 마지막 방어선이기도 했다. 1940년, 카롤 2세는 국민부흥전선을 국민당(루마니아어: Partidul Națiunii)으로 개칭하고 급진화를 꾀했으나, 이듬해 루마니아 의회가 해산되면서 당의 활동도 정지되었다.